# Paul Weier
Paul Weier (* 3. Dezember 1934 in Elgg, Kanton Zürich) ist ein ehemaliger Schweizer Springreiter. Er wurde sechsfacher Schweizer Meister im Springreiten. 1959 holte er diesen Titel mit Japhet, 1961 mit Aberdeen, und 1964 gewann er mit Satan III. Von 1967 bis 1969 wurde er drei Mal in Folge Schweizer Meister: 1967 erneut mit Satan III, 1968 mit Junker, und 1969 verteidigte er diesen Titel mit Wildfeuer. 
Weier nahm an vier Olympischen Sommerspielen teil: 1960 startete er in Rom mit Centurion im Einzelwettbewerb, 1964 nahm er in Tokio mit Satan III im Einzel- und am Mannschaftswettbewerb teil, 1968 erreichte er in Mexiko auf Wildfeuer mit dem Team den 6. Platz, und vier Jahre später in München erreichte er auf Wulf mit der Schweizer Mannschaft den 5. Platz. Er startete für den Verein Elgger Pferdefreunde (VEP), Elgg, Kanton Zürich.
Seine Ehefrau Monica Bachmann-Weier nahm 1968 und 1972 ebenfalls als Springreiterin an Olympischen Sommerspielen teil.